# Пасак (река)

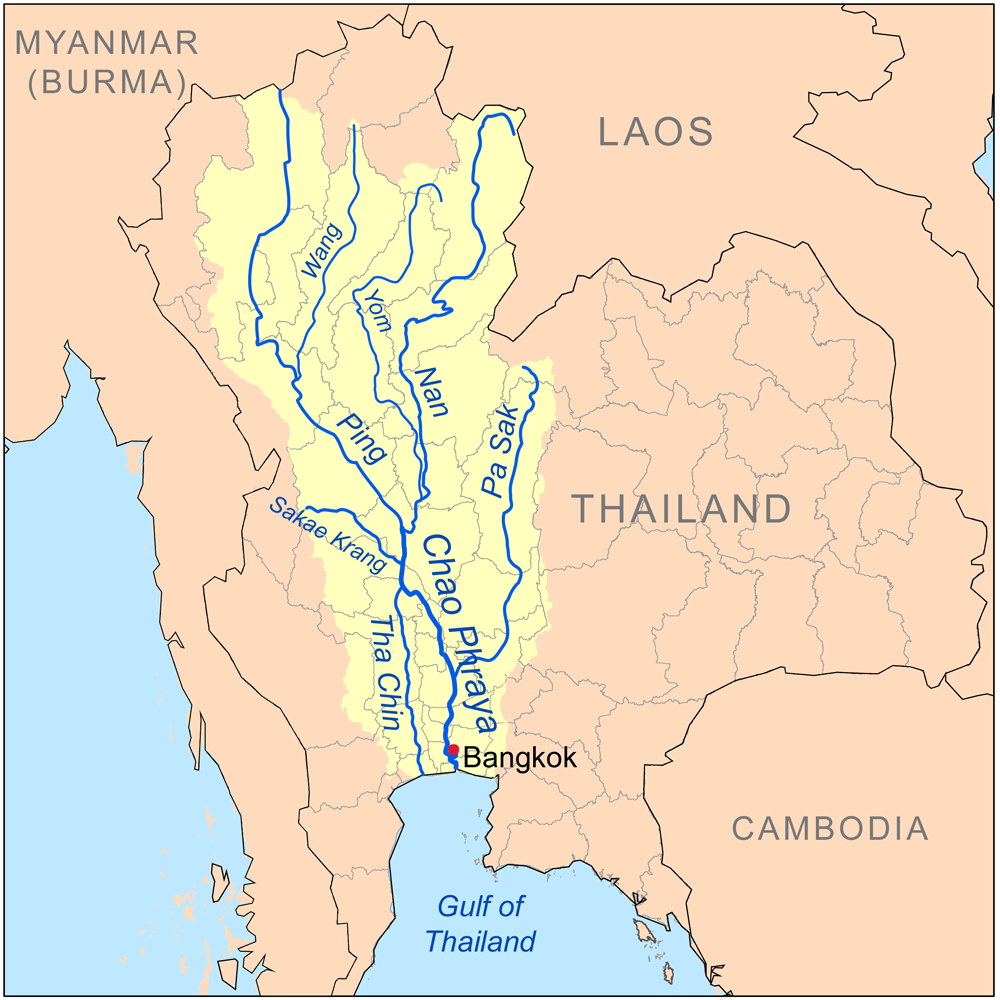

Паса́к (тайск. แม่น้ำป่าสัก) — река в Таиланде, левый приток Чаупхрая.
Длина реки — 513 км, площадь бассейна — 16291 км².
Река берёт начало в провинции Лей, далее протекает в юго-юго-западном направлении по территории провинций Пхетчабун, Лопбури и Сарабури, где вместе с рекой Лопбури впадает в Чаопхрая северо-восточнее города Аюттхая.
В 1994 году в провинции Лопбури на реке была построена дамба Пасакджоласит для электроснабжения, длина которой составляет 4,8 км, а высота — 36,5 м.